# Cartel de Esmeralderos

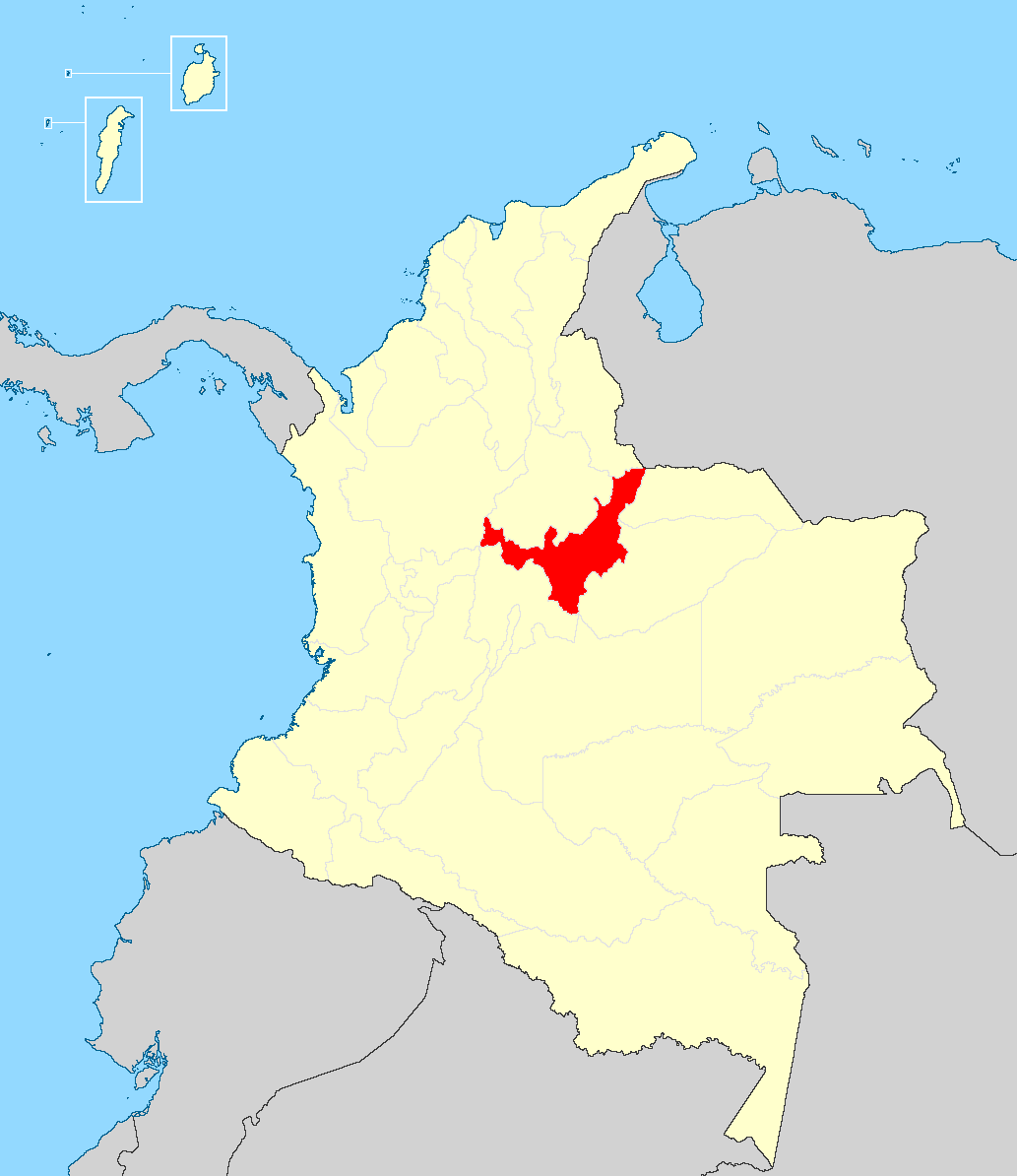
Provinz Boyacá in Kolumbien

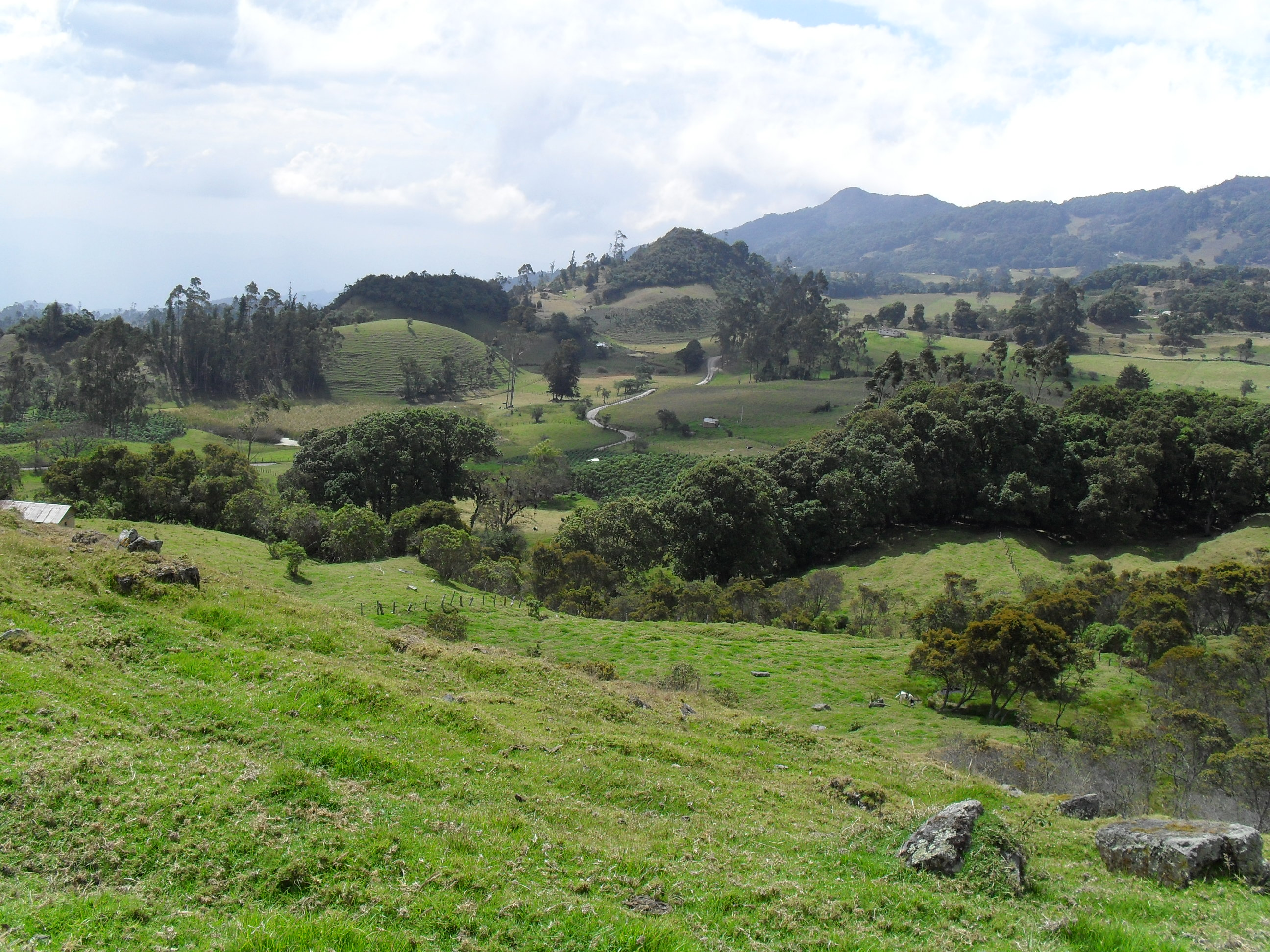
Typische Landschaft in Boyacá

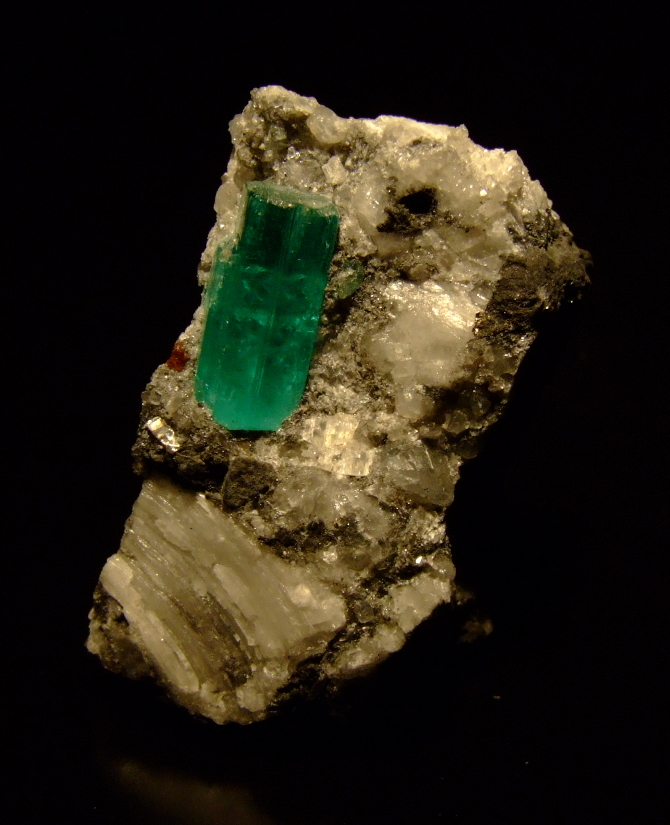
Smaragd aus der Muzo-Mine

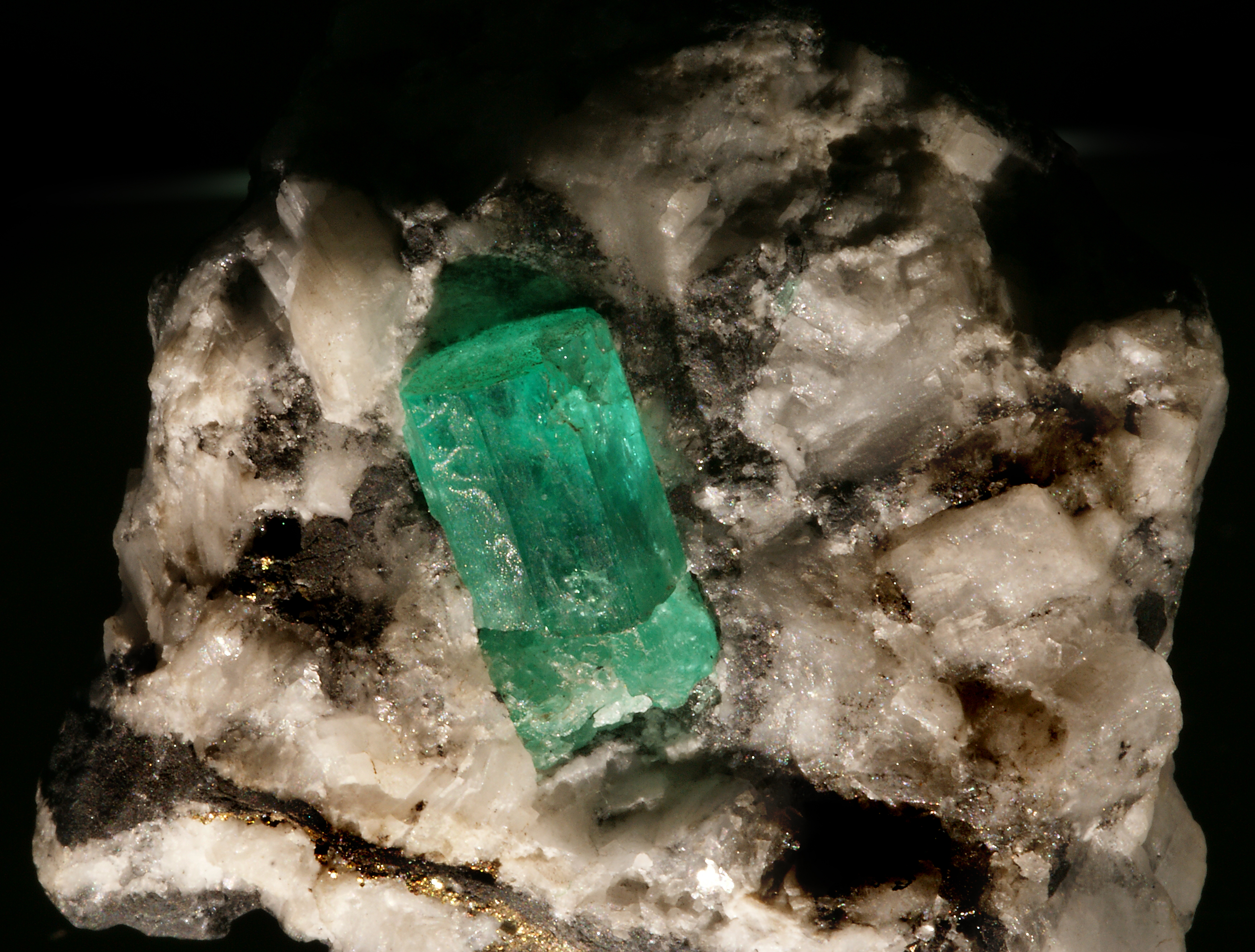
Kolumbianischer Smaragd

Das Cartel de Esmeralderos („Smaragd-Kartell“) ist eine halbkriminelle Vereinigung kolumbianischer Smaragdschürfer in der Gegend des Magdalena Medio, einer Subregion und ausgedehntem Tal in den Anden in Zentralkolumbien, gebildet vom Magdalena-Fluss und der Stadt Honda. Das Kartell agiert insbesondere in der Smaragdregion in der Provinz Boyacá, zwischen Puerta Boyacá und Chiquinquirá.

## Wirtschaftliche Bedeutung
Smaragdexporte aus Kolumbien erlösen ein Handelsvolumen von 150 bis 400 Mio. US-Dollar pro Jahr, wobei in Kolumbien 60 Prozent der weltweiten Smaragde gefördert werden. Andere Quellen schätzen den jährlichen Handelsumsatz der kolumbianischen Smaragde auf 1,5 Mrd. USD. Durch die sagenhaften Gewinne im Smaragdhandel ausgelöst, war diese Zone stets Schauplatz erbitterter Kämpfe.

## Geschichte

### Muzo-Indianer als Hüter der Minen
Bereits im 16. Jahrhundert kamen spanische Konquistadoren mit den großen Edelsteinvorkommen in der Gegend um Muzo und Somondoco in Berührung, als sie erstmals grüne Smaragde als Geschenke von den Chibcha-Indianern erhielten. Die nebligen Bergwälder waren vom Indianerstamm der kriegerischen Muzo bewacht, die von den Spaniern unterworfen und versklavt wurden. Im feuchtschwülen tropischen Klima mussten die Indios unter unmenschlichen Bedingungen und geschwächt von Krankheiten wie Malaria, Durchfall etc. in den Minen arbeiten.

### Aufteilung der Minen
1947 werden die Smaragdminen von der kolumbianischen Regierung an die Familienclans der Schürfer und örtlichen Kaziken übergeben. Die Familien Murcia, Cañon, Rincón, Rojas, Gonzales und Pauna bekamen die Rechte an den Minen Pauna, Briceño, Buenavista, Maripí und Tununguá. Die ertragreicheren Minen von Muzo, Quípama, La Victoria, San Pablo de Borbúr, Otanche und Coper gingen an die Carranzas, Triana, Obando, López, Campos, Moreno, Molina und Bohórquez.

### Smaragdkrieg
Im Smaragdkrieg oder „Guerra Verde“ von 1960 bis 1970 wurde um die Vorherrschaft der Smaragdminen der Tagebau-Förderstätten um Muzo, Coscuez, Chivor, Borbur, Somondonco und Otanche gekämpft. Die ersten Schürfarbeiten begannen unter Efraín Gonzalez Téllez, einem Veteranen aus dem Bürgerkrieg von 1948 bis 1952, und Humberto Ariza Ariza („El Ganso Ariza“), einem Totschläger aus Bogotá. Téllez, welcher in der kolumbianischen Presse oft als Robin Hood bezeichnet wurde, war oberster Richter in den gesetzlosen und extrem gewalttätigen Provinzen Boyacá und Santander. Téllez sagte einmal über die Gewalttätigkeiten der Minenregion: «Nos odiábamos. El problema es que aún no sabemos por qué nos matábamos» ("Wir hassten uns. Das Problem ist, dass wir immer noch nicht wissen, warum wir uns gegenseitig umgebracht haben.") «Yo perdí a toda mi familia. Eran cerca de 40 personas» ("Ich habe meine ganze Familie verloren. Es waren etwa 40 Leute") Téllez stammte aus der Provinz Santander und sammelte während der Violencia der 1950er Jahre als Offizier der Konservativen viel Erfahrung in moderner Kriegsführung und Folter. Unter seiner Führung sammelt sich ein Heer von 15.000 gesetzlosen Bandoleros, welche die Region um Muzo in ein Kriegsgebiet verwandeln.
1965 wurde Gonzalez Téllez in Bogotá erschossen. Daraufhin versuchte das Militär in einer großangelegten Operation unter dem Antiguerrilla-Spezialisten José Joaquin Matallana Kontrolle über das Schürfgebiet zu erlangen. Zwei Heeresbataillone rückten in die Region ein, um die „Mafia der Armen“ unter Téllez’ Nachfolgern und Ariza zu vernichten. Die Kämpfe kosteten rund 1200 Menschen das Leben, davon soll allein Ariza nach dem Tod von Téllez an die 800 Morde begangen haben, um seine Macht in den Smaragdminen zu manifestieren. Die Auswirkungen des Smaragdkrieges waren bis in die Kreise der Edelsteinhändler in Bogotá und Miami zu spüren.

### Ecominas erhält die Schürfrechte
1966 übernahm die staatliche Minengesellschaft Ecominas wieder die Kontrolle über die Smaragdregion. 1971 ließ die Regierung die Minen schließen, bis 1973 auf Erlass des kolumbianischen Präsidenten Misael Pastrana Borrero die Bergbaugesellschaften Esmeralcol und Tecminas die Schürfrechte für diese umkämpfte Bergregion erhielten. Beide Unternehmen nahmen Kontakte zu Drogenhändlern auf. Die Minenregion um Muzo, Coscuez und Quimpama wurde verstärkt zum Sammelpunkt von Guaqueros (rechtlose Geröllsammler, auf der untersten Stufe der Minenhierarchie mit dem Status von Leibeigenen), Mineros (Minenarbeiter), Smaragdhändlern, Kokainhändlern, rechte Todesschwadronen und linksorientierte Guerillas. Bereits in den 1970er Jahren wurde die Gegend von zunehmender Gesetzlosigkeit beherrscht.

### Übernahme durch die Paramilitares und zweiter Smaragdkrieg
1973 zog sich das Heer aus der Gegend zurück und überließ die Schürfrechte Gilberto Molina und Luis „El Pekinés“ Murcia. Molina und Carranza leiteten die ertragreichen Minen von Muzo und Quipama und die Murcia-Familie die legendären Minen von Coscuez.
In den 1980er Jahren begann Gonzalo Rodríguez Gacha vom Medellín-Kartell damit, im Medio-Magdalena-Tal paramilitärische Gruppierungen gegen linksgerichtete Bauernbewegungen aufzubauen, und versuchte mit brutaler Waffengewalt, die Herrschaft im Smaragdgebiet von Boyacá zu gewinnen. 1988 töteten die von Gacha beauftragten sicarios, gedungene Mörder, in einem blutigen Massaker 18 Personen, inklusive Frauen und Kinder. 1989 wurde Pedro Julio Yaya, ein Verbündeter von Victor Carranza aus der Lokalpolitik, lebendig in einem Plastiksack geschnürt, über dem Rio Itocó zur Abschreckung aus 300 Metern Höhe aus einem Flugzeug geworfen. Auf einer Finca von Victor Carranza wird ein Massengrab mit 50 namenlosen Opfern gefunden. Im selben Jahr ließ Gacha seinen ehemaligen Patron und Förderer Gilberto Molina und 18 Partygäste auf seiner Finca „La Paz“ von einem paramilitärischen Kommando töten.
1990/1991 endete der Konflikt vorerst mit über 5000 Toten in mehr als 30 Jahren kriegerischer Auseinandersetzung.

### Victor Carranza, Juan Beetar und Gilberto Molina als Sieger
Als Sieger in diesem Konflikt gingen die Überlebenden des Cartel de Esmeralderos hervor: Juan Beetar, ein Rechtsanwalt aus Bogotá, Gilberto Molina und der „Smaragdzar“ Victor Carranza, geboren 1940, der bereits mit 10 Jahren in den Bergwerken arbeitet hatte. Carranza ist Besitzer der Mine von Muzo, ihm werden Kontakte zur AUC nachgesagt. Wegen der starken paramilitärischen Präsenz in dieser Region konnte die FARC hier nicht Fuß fassen. Carranza besaß die drittgrößte Privatarmee Kolumbiens, die im Departamento Meta gegen die linksgerichtete Union Patriota eingesetzt wird. Carranza ist an den Bergbaugesellschaften Tecminas, Coexminas de Muzo und Esmeracol de Coscuez beteiligt und tätigt Geschäfte mit dem Diamantenkonzern De Beers.